# Aenigmatias eurynota
Aenigmatias eurynota är en tvåvingeart som först beskrevs av Charles Thomas Brues 1914.  Aenigmatias eurynota ingår i släktet Aenigmatias och familjen puckelflugor. Inga underarter finns listade i Catalogue of Life.